# Classica di Amburgo 2007
La Classica di Amburgo 2007 (ufficialmente Vattenfall Cyclassics per motivi di sponsorizzazione), dodicesima edizione della corsa, si svolse il 19 agosto 2007 su un percorso di 229,1 km. Fu vinta dall'italiano Alessandro Ballan, che terminò la gara in 5h 21' 05" imponendosi in una volata di gruppo. Si piazzò secondo il velocista spagnolo Óscar Freire e terzo il tedesco Gerald Ciola
.

## Percorso
La Classica di Amburgo si corse su un circuito di 229,7 km attraverso la città di Amburgo e la campagna circostante. Il percorso era prevalentemente pianeggiante e adatto ai velocisti.

## Squadre e corridori partecipanti
Al via si presentarono le venti squadre del circuito ProTour. Invitate fra le squadre continentali furono la tedesca Team Wiesenhof-Felt e l'olandese Skil-Shimano.
| N.      | Cod. | Squadra               |
| ------- | ---- | --------------------- |
| 1-8     | RAB  | Rabobank              |
| 11-18   | MRM  | Team Milram           |
| 21-28   | LIQ  | Liquigas              |
| 31-38   | QSI  | Quick Step-Innergetic |
| 41-48   | AST  | Astana Team           |
| 51-58   | A2R  | AG2R Prévoyance       |
| 61-68   | SDV  | Saunier Duval-Prodir  |
| 71-78   | GST  | Team Gerolsteiner     |
| 81-88   | C.A  | Crédit Agricole       |
| 91-98   | LAM  | Lampre-Fondital       |
| 101-108 | CSC  | Team CSC              |

| N.      | Cod. | Squadra             |
| ------- | ---- | ------------------- |
| 111-118 | TMO  | T-Mobile Team       |
| 121-128 | EUS  | Euskaltel-Euskadi   |
| 131-138 | DSC  | Discovery Channel   |
| 141-148 | BTL  | Bouygues Télécom    |
| 151-158 | COF  | Cofidis             |
| 161-168 | GCE  | Caisse d'Epargne    |
| 171-178 | FDJ  | Française des Jeux  |
| 181-188 | PRL  | Predictor-Lotto     |
| 191-198 | UNI  | Unibet.com          |
| 201-208 | WIE  | Team Wiesenhof-Felt |
| 211-218 | SKS  | Skil-Shimano        |

## Ordine d'arrivo (Top 10)
| Pos. | Corridore         | Squadra       | Tempo    |
| ---- | ----------------- | ------------- | -------- |
| 1    | Alessandro Ballan | Lampre        | 5h21'05" |
| 2    | Óscar Freire      | Rabobank      | s.t.     |
| 3    | Gerald Ciolek     | T-Mobile Team | s.t.     |
| 4    | Danilo Napolitano | Lampre        | s.t.     |
| 5    | Erik Zabel        | Team Milram   | s.t.     |
| 6    | Davide Rebellin   | Gerolsteiner  | s.t.     |
| 7    | Paolo Bettini     | Quick Step    | s.t.     |
| 8    | Greg Van Avermaet | Predictor     | s.t.     |
| 9    | Peter Wrolich     | Gerolsteiner  | s.t.     |
| 10   | Olaf Pollack      | Wiesenhof     | s.t.     |

## Punteggi ProTour
| Pos. | Corridore         | Squadra       | Punti |
| ---- | ----------------- | ------------- | ----- |
| 1    | Alessandro Ballan | Lampre        | 40    |
| 2    | Óscar Freire      | Rabobank      | 30    |
| 3    | Gerald Ciolek     | T-Mobile Team | 25    |
| 4    | Danilo Napolitano | Lampre        | 20    |
| 5    | Erik Zabel        | Team Milram   | 15    |
| 6    | Davide Rebellin   | Gerolsteiner  | 11    |
| 7    | Paolo Bettini     | Quick Step    | 7     |
| 8    | Greg Van Avermaet | Predictor     | 5     |
| 9    | Peter Wrolich     | Gerolsteiner  | 3     |

| Pos. | Squadra               | Punti |
| ---- | --------------------- | ----- |
| 1    | Lampre-Fondital       | 60    |
| 2    | Rabobank              | 30    |
| 3    | T-Mobile Team         | 25    |
| 4    | Team Milram           | 15    |
| 5    | Team Gerolsteiner     | 14    |
| 6    | Quick Step-Innergetic | 7     |
| 7    | Predictor-Lotto       | 5     |

| Pos. | Nazione  | Punti |
| ---- | -------- | ----- |
| 1    | Italia   | 78    |
| 2    | Germania | 40    |
| 3    | Spagna   | 30    |
| 4    | Belgio   | 5     |
| 5    | Austria  | 3     |